# Вторая битва при Тараине
Втора́я би́тва при Тараи́не (хинди. तराइन का युद्ध) — сражение, произошедшее в 1192 году близ Тараина (современный Тараори в Харьяне, Индия), между войсками Гуридского султаната и конфедерации раджпутов. Сражение привело к победе вторгшейся армии Гуридского султаната.
Битва стала поворотным событием в истории Средневековой Индии, поскольку она привела к уничтожению державы раджпутов в Северной Индии и установлению мусульманского господства, что привело к созданию Делийского султаната, а впоследствии империи Великих Моголов.

## Силы сторон
По словам писателя XVI—XVII веков Феришты, в битве «армия Притхвираджа III Чаухана состояла из 3000 слонов, 300 000 кавалерии и пехоты», что современные историки считают преувеличением. По словам Сатиша Чандры, цифры были преувеличены, чтобы «подчеркнуть проблему, с которой столкнулся Муиз ад-Дин, и масштаб его победы».
Согласно Джузджани, Муиз ад-Дин (он же Шихаб ад-Дина Мухаммад Гури) привел в бой 120 000 полностью вооруженных людей. Он лично командовал элитным кавалерийским отрядом численностью 40 000 человек. По словам историка Каушика Роя, хотя реальная численность армий неизвестна, можно предположить, что армия Притхвираджа была численно превосходящей.

## Ход битвы
Сражение произошло на том же поле, что и первая битва при Тараине. Зная, что войска раджпутов хорошо дисциплинированы, гуриды не хотели вступать с ними в ближний бой. Поэтому армия султаната была разделена на пять групп, четыре из которых были отправлены для атаки на фланги и тыл противника.
По словам Джузджани, Муиз ад-Дин направил отряд легкой кавалерии из 10 000 конных лучников, разделенный на четыре группы, чтобы окружить силы Чаухана с четырёх сторон. Он приказал этим солдатам не вступать в бой, когда враг двинется в атаку, а вместо этого симулировать отступление, чтобы истощить слонов, лошадей и пехоту раджпутов.
В надежде вызвать прорыв в рядах противника Муиз ад-Дин приказал своей пятой группе притвориться отступающим. Силы Притхвираджа атаковали бегущее подразделение гуридов, как и ожидал Мухаммад. Затем мусульмане послали свежий кавалерийский отряд численностью 12 000 человек, которому удалось отбросить вражеский натиск. Вслед за этим остальные силы гуридов атаковали, и войска Чаухана в панике бежали. По словам Джузджани, стратегия Муиз ад-Дина «истощила и утомила неверных», что в конечном итоге привело к «победе Ислама».

## Последствия
Джузджани утверждает, что Притхвирадж («Рей Питхора») спешился со своего слона и бежал с поля боя на лошади. Однако он был схвачен в окрестностях Сурсути, а затем «отправлен в ад». Большинство средневековых источников утверждают, что Притхвирадж III Чаухан был доставлен в столицу Чахаманы Аджмер, где Шихаб ад-Дин Мухаммад планировал восстановить его в качестве вассала Гуридов. Некоторое время спустя Притхвирадж восстал против Мухаммада и был убит за «измену».
Войска султаната подчинили себе всю территорию Чахамана «Сивалих» (или Савалак, нынешний Раджастан). Затем Гуриды назначили его сына Говиндараджу IV своим вассалом на трон Аджмера. Младший брат Притхвираджа — Харираджа сверг Говиндараджу с престола и отвоевал часть его родового королевства, но позже был разбит генералом Гуридов Кутб ад-Дином Айбаком. Впоследствии гуриды победили другого могущественного короля — Джаячандру из династии Гахадавала — в битве при Чандаваре и завоевали всю северную Индию, а также дошли до Бенгалии.
Вторая битва при Тараине решила судьбу Средневековой Индии. Шихаб ад-Дин Мухаммада Гури сделал Индию владением мусульман, заложив основу мусульманских Делийского султаната, империи Великих Моголов и многих других, которые правили в Индии вплоть до XIX века.